# اتحادیه کامبوج برای ترویج و دفاع از حقوق بشر
اتحادیه کامبوج برای ترویج و دفاع از حقوق بشر (انگلیسی: Cambodian League for the Promotion and Defense of Human Rights) با علامت اختصاری LICADHO یک سازمان غیردولتی حقوق بشری است که در سال ۱۹۹۲ در پنوم پن مرکز کامبوج تأسیس شد. این سازمان علاوه بر شهر پنوم پن دارای ۱۲ شعبه در استانهای دیگر می‌باشد.

## اهداف و فعالیتهای اتحادیه
این سازمان روی تجاوزات حقوق بشری متمرکز است و قربانیانی را که مورد تجاوز قرار گرفته باشند را شناسائی و برای آنها حمایت و کمکهای حقوق بشری فراهم می‌کند. این سازمان بر ۱۸ زندان کشور نظارت دارد و برنامه تخصصی و ویژه‌ای برای حمایت از حقوق زنان و کودکان تنظیم کرده‌است. رسانه‌های جمعی کامبوج مرتب از قول این سازمان داستانهایی دربارهٔ موضوعات حقوق بشری محلی نقل می‌کنند. همچنین گزارشهای این سازمان در مورد قاچاق انسان و زندانها و مشخصاً بحران زمین‌خواری که از سال ۲۰۰۳ در کامبوج شروع شده، توسط رسانه‌های بین‌المللی پوشش داده می‌شود.

## سازمان کار اتحادیه
سازمان LICADHO در سال ۲۰۱۲ در سراسر کشور ۱۲۵ کارمند استخدام کرده‌است و ریاست آن با دکتر پونگ چه‌یو کک Dr. Pung Chhiv Kek و مدیریت نالی پیلورگ Naly Pilorge بود.

## فعالیتهای بین‌المللی اتحادیه
مدیر سازمان LICADHO ستون‌نویس چند رسانه بین‌المللی مهمی است، که موارد حقوق بشر کامبوج را منعکس می‌کنند، می‌باشد. سازمان LICADHO تنها تشکیلاتی بود که در سال ۲۰۱۳ به زیر کمیته مجلس نمایندگان برای شنیدن بحران سیاسی و اجتماعی رو به زوال کامبوج دعوت شد. سازمان LICADHO یکی از دو عضو کامبوجی فدراسیون بین‌المللی حقوق بشر (FIDH) است، عضو دیگر آن انجمن کامبوجی حقوق بشر و توسعه (ADHOC) است.